# Orchard Hill (Georgia)
Orchard Hill – miasto w Stanach Zjednoczonych, w stanie Georgia, w hrabstwie Spalding.